# Palacio metropolitano de Leópolis
El Palacio Metropolitano de los Griegos Católicos (en ucraniano: Палац греко-католицьких митрополитів), o simplemente Palacio Metropolitano, es un edificio ubicado frente a la catedral de San Jorge, en Leópolis, Ucrania. Ha sido desde el siglo XVI la residencia principal de los jefes de la iglesia greco-católica ucraniana (una de las iglesias católicas orientales autónomas en plena comunión, sui iuris, con la Iglesia católica).

## Historia
Las cámaras de los metropolitanos greco-católicos se construyeron en 1761-1762 con elementos barrocos y neoclásicossegún el diseño del arquitecto Clement Fessinger en el lugar de un palacio de madera de la segunda mitad del siglo XVI. A principios del siglo XIX se restauraron las cámaras metropolitanas, restaurado en 1885 bajo la dirección de Silvester Havrishkévich y nuevamente en 1922, bajo la dirección de León Levinski.
Con la restauración de la iglesia greco-católica en 1991, el palacio volvió a convertirse en la residencia del metropolitano, el cardenal Miroslav Liubachevski. Cerca de la entrada hay una placa en memoria del metropolitano Andréi Sheptitski. El palacio fue la residencia del Papa Juan Pablo II durante su visita a Leópolis en 2001.

## Arquitectura
Frente a su fachada occidental se dispuso un jardín metropolitano y un jardín de flores, rodeados por un muro. El edificio del palacio cierra el patio delantero por el este.
El edificio se encuentra aislado, es de ladrillo, de dos pisos, de planta rectangular, alargado de norte a sur. El techo es a cuatro aguas. Las fachadas se acentúan con avant-corps: el central está decorado con un pórtico y se completa con un frontón con un escudo de armas en el tímpano, mientras que los laterales están decorados con pilastras. Estos son elementos características del arquitecto, junto las pilastras planas rematadas con guirnaldas de estuco, así como el uso de jarrones que coronan las esquinas del frontón y tragaluces.
La distribución interna del edificio es enfilada. En el interior se conservan fragmentos de pinturas murales del siglo XVII realizadas por los artistas S. Gradolevski y S. Ugnitski.

## Galería

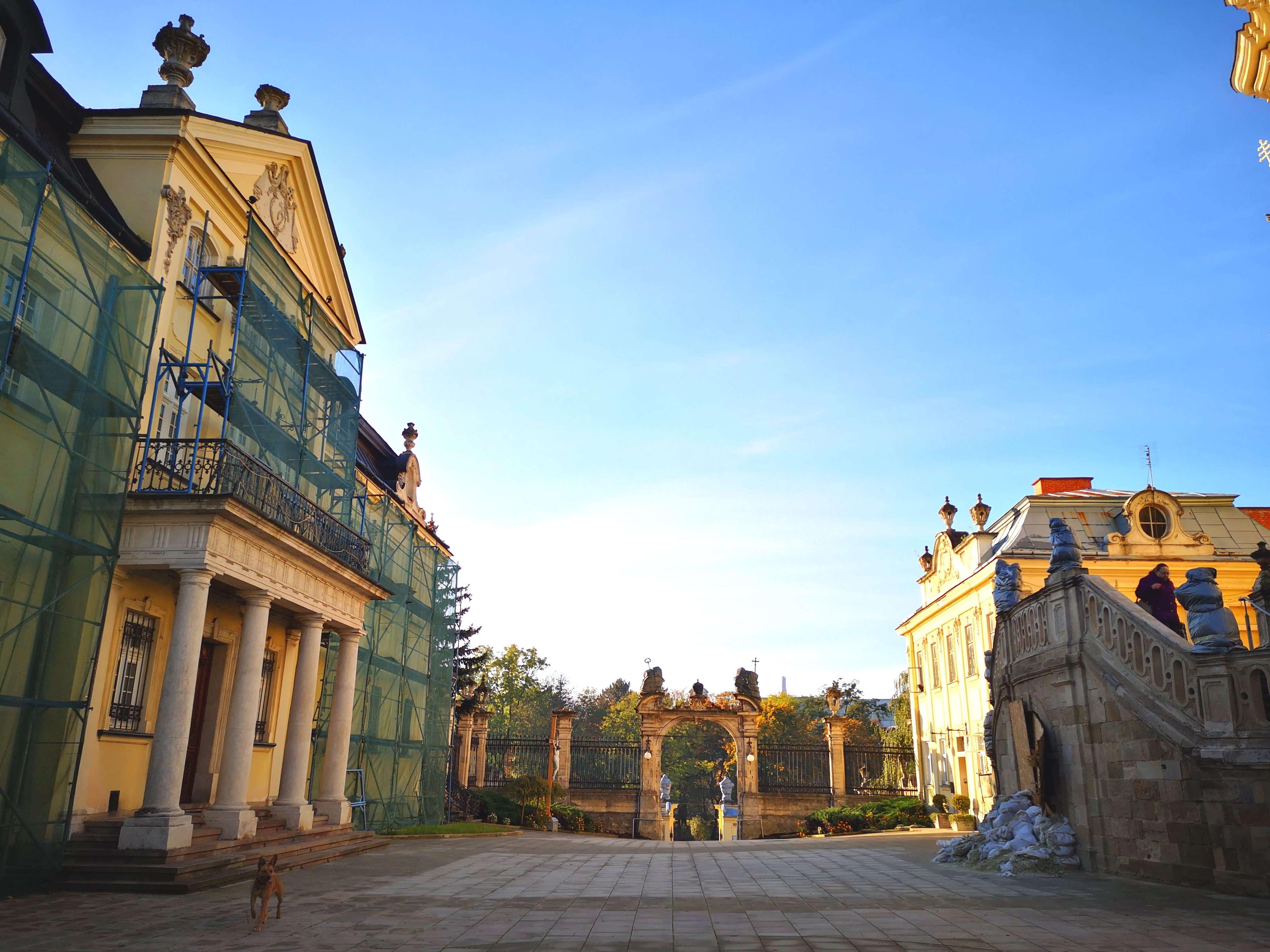
Vista de la plaza
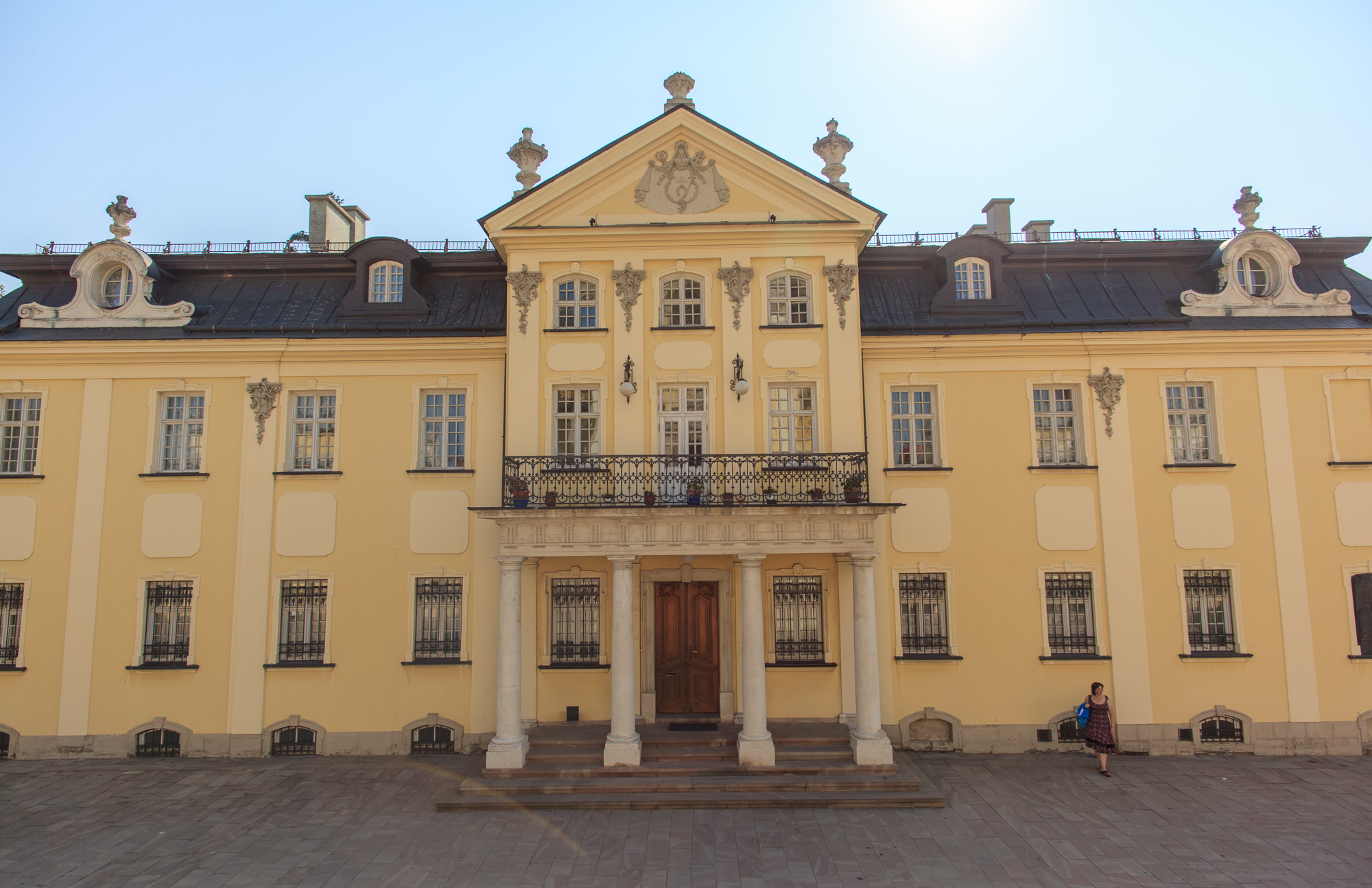
Fachada
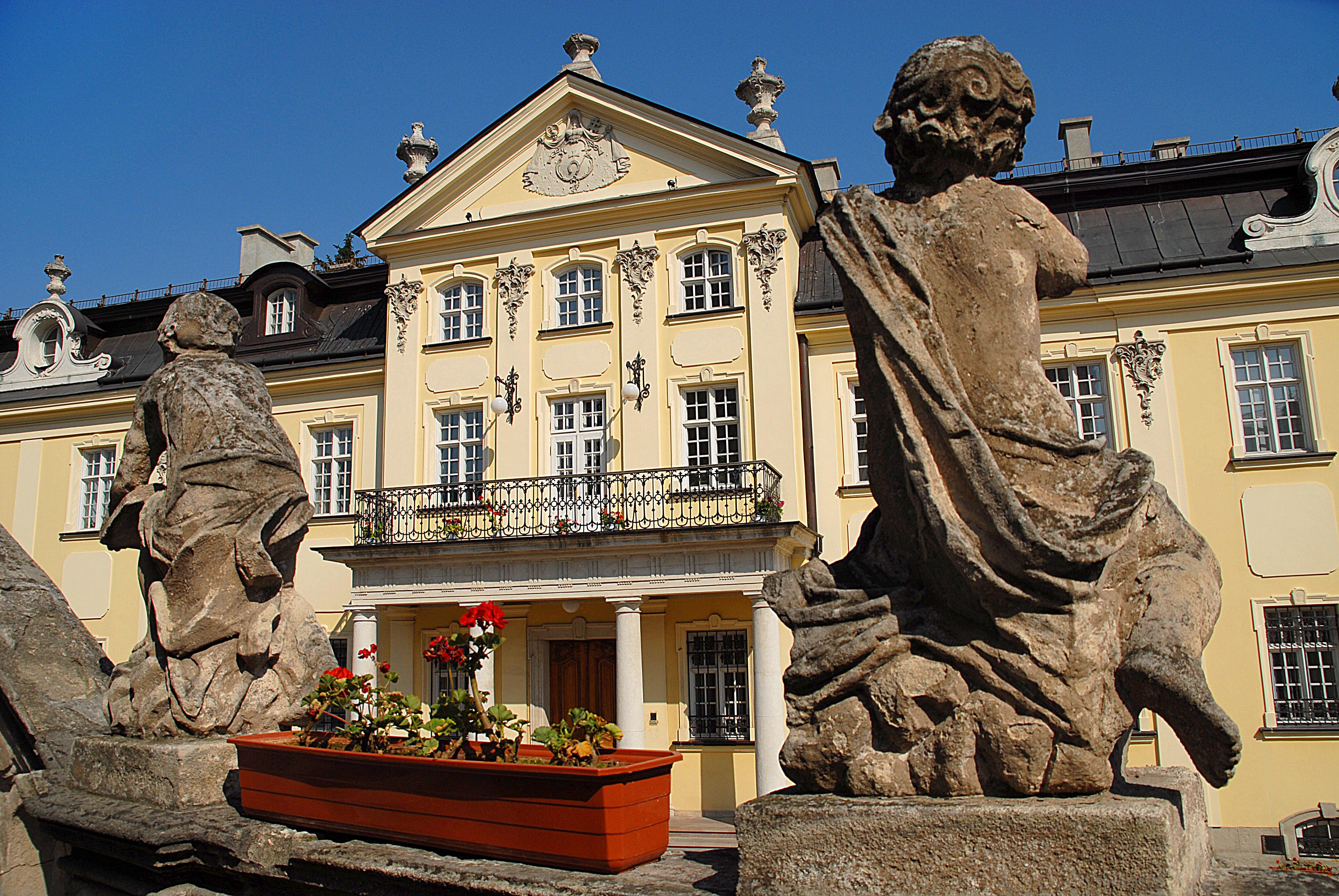
Estatuas frente al palacio